# Angelo Agostini
Angelo Agostini, né le 8 avril 1843 à Verceil en Italie et mort le 23 janvier 1910 à Rio de Janeiro, est un journaliste, illustrateur et auteur italo-brésilien de bande dessinée.
Fondateur de plusieurs publications, et bien que né en Italie, il est considéré comme le premier cartooniste brésilien.

## Biographie
Angelo Agostini est né à Verceil en Italie, mais à la suite de son adolescence et des études d'art à Paris, il est arrivé au Brésil en 1859 avec sa mère la chanteuse Raquel Agostini, et ils se sont installés.
À un âge précoce, il a publié un travail dans la publication de São Paulo Diabo Coxo le 17 septembre 1864.

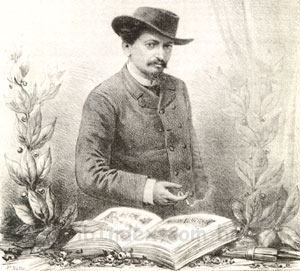
Autoportrait
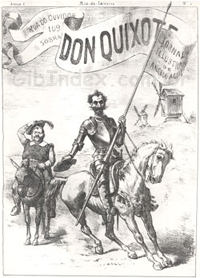
Première page de Don Quixote no 1 (1885)

## Commémoration
Un prix de bande dessinée, le Prix Angelo-Agostini, a été nommé en son honneur... et lui a été attribué en 2004.